# Melécio IV de Constantinopla
Melécio (em grego: Μελέτιος; 21 de setembro de 1871, Aldeia de Parsa, Lasíti, Creta, Grécia – 28 de julho de 1935, Zurique, Suíça), nascido Emanuel Metaxakis (em grego: Εμμανουήλ Μεταξάκης; romaniz.: Emmanouíl Metaxákis), foi patriarca ecumênico de Constantinopla entre 1921 e 1923 com o nome Melécio IV de Constantinopla e patriarca grego ortodoxo de Alexandria com o nome de Melécio II de Alexandria entre 1926 e 1935. Antes de sua eleição ao patriarcado, Melécio foi Arcebispo de Atenas pela Igreja da Grécia entre 1918 e 1920 e é o único hierarca da Igreja Ortodoxa a servir sucessivamente como o bispo mais sênior em três igrejas autocéfalas sucessivamente.

## História

### Primeiros anos
Emanuel nasceu em 21 de setembro de 1871 na ilha de Creta e entrou para o Seminário da Santa Cruz em Jerusalém aos dezoito anos, em 1889. Ali, foi tonsurado, assumiu o nome religioso de "Melécio" e foi ordenado hierodiácono em 1892. Depois de completar seus estudos, assumiu a posição de secretário do Santo Sínodo em Jerusalém servindo ao patriarca Damião de Jerusalém em 1900.
Melécio foi expulso da Terra Santa pelo próprio Damião juntamente com o administrador Crisóstomo, que posteriormente também foi arcebispo de Atenas, 1908 por "atividades contra o Santo Sepulcro". Melécio foi em seguida eleito bispo metropolitano de Kition, em Chipre, em 1910. Nos antes anteriores à guerra contra os turcos, Melécio iniciou frutíferas conversações com representantes da Igreja Episcopal da América com a intenção de "expandir as relações entre as duas igrejas".
Depois da morte do patriarca Joaquim III, em 13 de junho de 1912, Melécio foi nomeado como candidato para trono patriarcal em Istambul. Porém, o Santo Sínodo decidiu que Melécio não poderia ser canonicamente ser registrado como candidato. Ao invés disto, ele permaneceu em sua metrópole até 1918 até que, com o apoio de seus aliados políticos, ele foi elevado à posição de arcebispo de Atenas em 1918. 

### Arcebispo de Atenas
Um feroz apoiador do primeiro-ministro grego Eleftherios Venizelos, seu destino acabou ligado ao dele. A expulsão do rei Constantino I em 1917 permitiu que ele fosse instalado como arcebispo em Atenas, mas a derrota eleitoral de Venizelos em 1920 permitiu que o rei retornasse, o que levou à sua deposição. Seu substituto foi o arcebispo monarquista Teocleto, o mesmo que ele havia derrubado dois anos antes.
Durante seu mandato como arcebispo, Melécio tentou aplicar alguma ordem ao emaranhado de paróquias gregas nos Estados Unidos utilizado um decreto patriarcal de 1908 que determinou que a supervisão das Américas era responsabilidade da Igreja da Grécia e chegou a visitar os Estados Unidos no verão de 1918 para verificar pessoalmente a situação. Ao retornar para a Grécia três meses depois, Melécio nomeou Alexandre de Corfu como seu legado americano residente com a dura missão de iniciar o ordenamento canônico das paróquias gregas independentes na região. Ainda como arcebispo, Melécio viajou pela Inglaterra, onde iniciou conversações sobre a união entre a Igreja Ortodoxa e a Comunhão Anglicana.

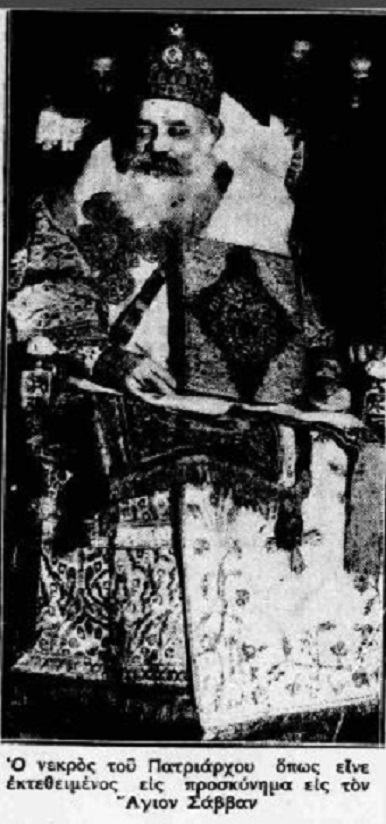
Corpo de Melécio II de Alexandria pouco antes de seu sepultamento.

Depois de sua deposição, Melécio, como tantos outros refugiados, fugiu para os Estados Unidos em fevereiro de 1921. Ainda reconhecido como o legítimo líder da Igreja da Grécia pelo bispo Alexandre, Melécio comandou a organização de algumas paróquias gregas nos Estados Unidos em uma "Arquidiocese Grega" em 15 de setembro de 1921. De fato, este foi o primeiro passo para o estabelecimento da Arquidiocese Grega Ortodoxa da América do Norte e do Sul, fundada oficialmente em 1921 e oficialmente reconhecida pelo Estado de Nova Iorque no ano seguinte.

### Patriarcado
O exilado Melécio foi eleito patriarca ecumênico de Constantinopla dois meses depois, em 27 de novembro de 1921, mas ainda não estava pronto para abandonar o seu grande projeto nos Estados Unidos. Por isso, um de seus primeiros atos foi repelir o decreto patriarcal de 1908, em 1 de março de 1922, o que efetivamente transferiu a jurisdição da nova Arquidiocese Grega para o Patriarcado Ecumênico. Sua justificativa foi que sua decisão estava baseada no cânone 28 do Concílio de Calcedônia (451), que, segundo ele, colocava na jurisdição do Patriarcado Ecumênico todos os cristãos ortodoxos em "terras bárbaras". O ato foi formalizado em 11 de março de 1922, quando Melécio declarou a criação da Arquidiocese da América e nomeou o bispo Alexandre de Corfu como seu exarca patriarcal.
Infelizmente, as esperanças da comunidade grega imigrante de que a desordem canônica de longa data nos Estados Unidos seria resolvida não se realizaram. Os monarquistas na Grécia rejeitaram tanto a criação da Arquidiocese quanto a subsequente separação dela da Igreja Grega como um ato "venizelista". O bispo Germano Troianos, de Monenvásia e Lacedemônia, um partidário do monarquismo, foi enviado aos Estados Unidos para desafiar o controle do bispo Alexandre sobre a Arquidiocese. Incitados pelos dois jornais diários em grego de Nova Iorque, o monarquista "Atlantis" e o venizelista "National Herald", a frágil organização rapidamente se desintegrou em facções que lutavam violentamente entre si. Ela permaneceu em conflito até 1931, quando a influência moderadora do patriarca Atenágoras I de Constantinopla serviu para acalmar os ânimos.

### Ecumenismo e renúncia
A aproximação de Melécio com a Comunhão Anglicana causaram controvérsia no seio da Igreja Ortodoxa. Em 17 de dezembro de 1921, o embaixador grego em Washington enviou uma mensagem ao prefeito de Tessalônica afirmando que Melécio, "paramentado, participou de um serviço religioso anglicano, ajoelhou-se em oração com os anglicanos, venerou o altar da comunhão deles, deu um sermão e depois abençoou os presentes".
Sob pressão de Melécio, o Patriarcado Ecumênico aceitou a validade das ordens anglicanas em 1922 — um ato que até mesmo Roma protestou. Então, em 1923, Melécio deu início ao "Congresso Pan-Ortodoxo" (10 de maio a 8 de junho). Em 1 de junho, clérigos e leigos insatisfeitos com as inovações do patriarca realizaram uma reunião que terminou com um ataque à sede do Patriarcado em Fener cujo objetivo era depor Melécio e expulsá-lo da cidade.
Em 1 de julho, sob o pretexto de uma enfermidade e a necessidade de tratamento médico, Melécio saiu de Istambul. Em 20 de setembro, sob pressão do governo grego e através da intervenção de Crisóstomo I de Atenas, Melécio renunciou. O ato coincidiu com a derrota do Exército Helênico na Ásia Menor, já no final da Guerra Greco-Turca de 1919-1922, o que também pode ter sido um fator contributivo.

### Alexandria e anos finais
Depois de sua renúncia, Melécio foi eleito patriarca grego ortodoxo de Alexandria e Toda a África e assumiu o nome de Melécio II em 20 de maio de 1926. Ele serviu na posição até sua morte em 28 de julho de 1935. Seu corpo foi sepultado no Cairo, no Egito.